# Liste der PBDE-Kongenere
Diese Liste enthält alle 209 Kongenere der polybromierten Diphenylether (PBDE).

Struktur von polybromierten Diphenylethern; 1 ≤ (m+n) ≤ 10

## Liste der Kongenere
| PBDE-Homolog           | Br-Substituenten | Anzahl Kongenere |
| ---------------------- | ---------------- | ---------------- |
| Monobromdiphenylether  | 1                | 3                |
| Dibromdiphenylether    | 2                | 12               |
| Tribromdiphenylether   | 3                | 24               |
| Tetrabromdiphenylether | 4                | 42               |
| Pentabromdiphenylether | 5                | 46               |
| Hexabromdiphenylether  | 6                | 42               |
| Heptabromdiphenylether | 7                | 24               |
| Octabromdiphenylether  | 8                | 12               |
| Nonabromdiphenylether  | 9                | 3                |
| Decabromdiphenylether  | 10               | 1                |

| Nummer  | Summenformel                      | IUPAC-Name                                  | CAS-Nummer  |
| ------- | --------------------------------- | ------------------------------------------- | ----------- |
| BDE-1   | {\displaystyle {\ce {C12H9BrO}}}  | 2-Bromdiphenylether                         | 36563-47-0  |
| BDE-2   | {\displaystyle {\ce {C12H9BrO}}}  | 3-Bromdiphenylether                         | 6876-00-2   |
| BDE-3   | {\displaystyle {\ce {C12H9BrO}}}  | 4-Bromdiphenylether                         | 101-55-3    |
| BDE-4   | {\displaystyle {\ce {C12H8Br2O}}} | 2,2′-Dibromdiphenylether                    | 51452-87-0  |
| BDE-5   | {\displaystyle {\ce {C12H8Br2O}}} | 2,3-Dibromdiphenylether                     | 446254-14-4 |
| BDE-6   | {\displaystyle {\ce {C12H8Br2O}}} | 2,3′-Dibromdiphenylether                    | 147217-72-9 |
| BDE-7   | {\displaystyle {\ce {C12H8Br2O}}} | 2,4-Dibromdiphenylether                     | 171977-44-9 |
| BDE-8   | {\displaystyle {\ce {C12H8Br2O}}} | 2,4′-Dibromdiphenylether                    | 147217-71-8 |
| BDE-9   | {\displaystyle {\ce {C12H8Br2O}}} | 2,5-Dibromdiphenylether                     | 337513-66-3 |
| BDE-10  | {\displaystyle {\ce {C12H8Br2O}}} | 2,6-Dibromdiphenylether                     | 51930-04-2  |
| BDE-11  | {\displaystyle {\ce {C12H8Br2O}}} | 3,3′-Dibromdiphenylether                    | 6903-63-5   |
| BDE-12  | {\displaystyle {\ce {C12H8Br2O}}} | 3,4-Dibromdiphenylether                     | 189084-59-1 |
| BDE-13  | {\displaystyle {\ce {C12H8Br2O}}} | 3,4′-Dibromdiphenylether                    | 83694-71-7  |
| BDE-14  | {\displaystyle {\ce {C12H8Br2O}}} | 3,5-Dibromdiphenylether                     | 46438-88-4  |
| BDE-15  | {\displaystyle {\ce {C12H8Br2O}}} | 4,4′-Dibromdiphenylether                    | 2050-47-7   |
| BDE-16  | {\displaystyle {\ce {C12H7Br3O}}} | 2,2′,3-Tribromdiphenylether                 | 147217-74-1 |
| BDE-17  | {\displaystyle {\ce {C12H7Br3O}}} | 2,2′,4-Tribromdiphenylether                 | 147217-75-2 |
| BDE-18  | {\displaystyle {\ce {C12H7Br3O}}} | 2,2′,5-Tribromdiphenylether                 | 407606-55-7 |
| BDE-19  | {\displaystyle {\ce {C12H7Br3O}}} | 2,2′,6-Tribromdiphenylether                 | 147217-73-0 |
| BDE-20  | {\displaystyle {\ce {C12H7Br3O}}} | 2,3,3′-Tribromdiphenylether                 | 147217-76-3 |
| BDE-21  | {\displaystyle {\ce {C12H7Br3O}}} | 2,3,4-Tribromdiphenylether                  | 337513-67-4 |
| BDE-22  | {\displaystyle {\ce {C12H7Br3O}}} | 2,3,4′-Tribromdiphenylether                 | 446254-15-5 |
| BDE-23  | {\displaystyle {\ce {C12H7Br3O}}} | 2,3,5-Tribromdiphenylether                  | 446254-16-6 |
| BDE-24  | {\displaystyle {\ce {C12H7Br3O}}} | 2,3,6-Tribromdiphenylether                  | 218304-36-0 |
| BDE-25  | {\displaystyle {\ce {C12H7Br3O}}} | 2,3′,4-Tribromdiphenylether                 | 147217-77-4 |
| BDE-26  | {\displaystyle {\ce {C12H7Br3O}}} | 2,3′,5-Tribromdiphenylether                 | 337513-75-4 |
| BDE-27  | {\displaystyle {\ce {C12H7Br3O}}} | 2,3′,6-Tribromdiphenylether                 | 337513-53-8 |
| BDE-28  | {\displaystyle {\ce {C12H7Br3O}}} | 2,4,4′-Tribromdiphenylether                 | 41318-75-6  |
| BDE-29  | {\displaystyle {\ce {C12H7Br3O}}} | 2,4,5-Tribromdiphenylether                  | 337513-56-1 |
| BDE-30  | {\displaystyle {\ce {C12H7Br3O}}} | 2,4,6-Tribromdiphenylether                  | 155999-95-4 |
| BDE-31  | {\displaystyle {\ce {C12H7Br3O}}} | 2,4′,5-Tribromdiphenylether                 | 65075-08-3  |
| BDE-32  | {\displaystyle {\ce {C12H7Br3O}}} | 2,4′,6-Tribromdiphenylether                 | 189084-60-4 |
| BDE-33  | {\displaystyle {\ce {C12H7Br3O}}} | 2,3′,4′-Tribromdiphenylether                | 49690-94-0  |
| BDE-34  | {\displaystyle {\ce {C12H7Br3O}}} | 2,3′,5′-Tribromdiphenylether                | 446254-17-7 |
| BDE-35  | {\displaystyle {\ce {C12H7Br3O}}} | 3,3′,4-Tribromdiphenylether                 | 147217-80-9 |
| BDE-36  | {\displaystyle {\ce {C12H7Br3O}}} | 3,3′,5-Tribromdiphenylether                 | 147217-79-6 |
| BDE-37  | {\displaystyle {\ce {C12H7Br3O}}} | 3,4,4′-Tribromdiphenylether                 | 147217-81-0 |
| BDE-38  | {\displaystyle {\ce {C12H7Br3O}}} | 3,4,5-Tribromdiphenylether                  | 337513-54-9 |
| BDE-39  | {\displaystyle {\ce {C12H7Br3O}}} | 3,4′,5-Tribromdiphenylether                 | 407606-57-9 |
| BDE-40  | {\displaystyle {\ce {C12H6Br4O}}} | 2,2′,3,3′-Tetrabromdiphenylether            | 337513-77-6 |
| BDE-41  | {\displaystyle {\ce {C12H6Br4O}}} | 2,2′,3,4-Tetrabromdiphenylether             | 337513-68-5 |
| BDE-42  | {\displaystyle {\ce {C12H6Br4O}}} | 2,2′,3,4′-Tetrabromdiphenylether            | 446254-18-8 |
| BDE-43  | {\displaystyle {\ce {C12H6Br4O}}} | 2,2′,3,5-Tetrabromdiphenylether             | 446254-19-9 |
| BDE-44  | {\displaystyle {\ce {C12H6Br4O}}} | 2,2′,3,5′-Tetrabromdiphenylether            | 446254-20-2 |
| BDE-45  | {\displaystyle {\ce {C12H6Br4O}}} | 2,2′,3,6-Tetrabromdiphenylether             | 446254-21-3 |
| BDE-46  | {\displaystyle {\ce {C12H6Br4O}}} | 2,2′,3,6′-Tetrabromdiphenylether            | 446254-22-4 |
| BDE-47  | {\displaystyle {\ce {C12H6Br4O}}} | 2,2′,4,4′-Tetrabromdiphenylether            | 5436-43-1   |
| BDE-48  | {\displaystyle {\ce {C12H6Br4O}}} | 2,2′,4,5-Tetrabromdiphenylether             | 337513-55-0 |
| BDE-49  | {\displaystyle {\ce {C12H6Br4O}}} | 2,2′,4,5′-Tetrabromdiphenylether            | 243982-82-3 |
| BDE-50  | {\displaystyle {\ce {C12H6Br4O}}} | 2,2′,4,6-Tetrabromdiphenylether             | 446254-23-5 |
| BDE-51  | {\displaystyle {\ce {C12H6Br4O}}} | 2,2′,4,6′-Tetrabromdiphenylether            | 189084-57-9 |
| BDE-52  | {\displaystyle {\ce {C12H6Br4O}}} | 2,2′,5,5′-Tetrabromdiphenylether            | 446254-24-6 |
| BDE-53  | {\displaystyle {\ce {C12H6Br4O}}} | 2,2′,5,6′-Tetrabromdiphenylether            | 446254-25-7 |
| BDE-54  | {\displaystyle {\ce {C12H6Br4O}}} | 2,2′,6,6′-Tetrabromdiphenylether            | 446254-26-8 |
| BDE-55  | {\displaystyle {\ce {C12H6Br4O}}} | 2,3,3′,4-Tetrabromdiphenylether             | 446254-27-9 |
| BDE-56  | {\displaystyle {\ce {C12H6Br4O}}} | 2,3,3′,4′-Tetrabromdiphenylether            | 446254-28-0 |
| BDE-57  | {\displaystyle {\ce {C12H6Br4O}}} | 2,3,3′,5-Tetrabromdiphenylether             | 337513-82-3 |
| BDE-58  | {\displaystyle {\ce {C12H6Br4O}}} | 2,3,3′,5′-Tetrabromdiphenylether            | 446254-29-1 |
| BDE-59  | {\displaystyle {\ce {C12H6Br4O}}} | 2,3,3′,6-Tetrabromdiphenylether             | 446254-30-4 |
| BDE-60  | {\displaystyle {\ce {C12H6Br4O}}} | 2,3,4,4′-Tetrabromdiphenylether             | 446254-31-5 |
| BDE-61  | {\displaystyle {\ce {C12H6Br4O}}} | 2,3,4,5-Tetrabromdiphenylether              | 446254-32-6 |
| BDE-62  | {\displaystyle {\ce {C12H6Br4O}}} | 2,3,4,6-Tetrabromdiphenylether              | 446254-33-7 |
| BDE-63  | {\displaystyle {\ce {C12H6Br4O}}} | 2,3,4′,5-Tetrabromdiphenylether             | 446254-34-8 |
| BDE-64  | {\displaystyle {\ce {C12H6Br4O}}} | 2,3,4′,6-Tetrabromdiphenylether             | 446254-35-9 |
| BDE-65  | {\displaystyle {\ce {C12H6Br4O}}} | 2,3,5,6-Tetrabromdiphenylether              | 446254-36-0 |
| BDE-66  | {\displaystyle {\ce {C12H6Br4O}}} | 2,3′,4,4′-Tetrabromdiphenylether            | 189084-61-5 |
| BDE-67  | {\displaystyle {\ce {C12H6Br4O}}} | 2,3′,4,5-Tetrabromdiphenylether             | 446254-37-1 |
| BDE-68  | {\displaystyle {\ce {C12H6Br4O}}} | 2,3′,4,5′-Tetrabromdiphenylether            | 446254-38-2 |
| BDE-69  | {\displaystyle {\ce {C12H6Br4O}}} | 2,3′,4,6-Tetrabromdiphenylether             | 327185-09-1 |
| BDE-70  | {\displaystyle {\ce {C12H6Br4O}}} | 2,3′,4′,5-Tetrabromdiphenylether            | 446254-39-3 |
| BDE-71  | {\displaystyle {\ce {C12H6Br4O}}} | 2,3′,4′,6-Tetrabromdiphenylether            | 189084-62-6 |
| BDE-72  | {\displaystyle {\ce {C12H6Br4O}}} | 2,3′,5,5′-Tetrabromdiphenylether            | 446254-40-6 |
| BDE-73  | {\displaystyle {\ce {C12H6Br4O}}} | 2,3′,5′,6-Tetrabromdiphenylether            | 446254-41-7 |
| BDE-74  | {\displaystyle {\ce {C12H6Br4O}}} | 2,4,4′,5-Tetrabromdiphenylether             | 446254-42-8 |
| BDE-75  | {\displaystyle {\ce {C12H6Br4O}}} | 2,4,4′,6-Tetrabromdiphenylether             | 189084-63-7 |
| BDE-76  | {\displaystyle {\ce {C12H6Br4O}}} | 2,3′,4′,5′-Tetrabromdiphenylether           | 446254-43-9 |
| BDE-77  | {\displaystyle {\ce {C12H6Br4O}}} | 3,3′,4,4′-Tetrabromdiphenylether            | 93703-48-1  |
| BDE-78  | {\displaystyle {\ce {C12H6Br4O}}} | 3,3′,4,5-Tetrabromdiphenylether             | 446254-45-1 |
| BDE-79  | {\displaystyle {\ce {C12H6Br4O}}} | 3,3′,4,5′-Tetrabromdiphenylether            | 446254-48-4 |
| BDE-80  | {\displaystyle {\ce {C12H6Br4O}}} | 3,3′,5,5′-Tetrabromdiphenylether            | 103173-66-6 |
| BDE-81  | {\displaystyle {\ce {C12H6Br4O}}} | 3,4,4′,5-Tetrabromdiphenylether             | 446254-50-8 |
| BDE-82  | {\displaystyle {\ce {C12H5Br5O}}} | 2,2′,3,3′,4-Pentabromdiphenylether          | 327185-11-5 |
| BDE-83  | {\displaystyle {\ce {C12H5Br5O}}} | 2,2′,3,3′,5-Pentabromdiphenylether          | 446254-51-9 |
| BDE-84  | {\displaystyle {\ce {C12H5Br5O}}} | 2,2′,3,3′,6-Pentabromdiphenylether          | 446254-52-0 |
| BDE-85  | {\displaystyle {\ce {C12H5Br5O}}} | 2,2′,3,4,4′-Pentabromdiphenylether          | 182346-21-0 |
| BDE-86  | {\displaystyle {\ce {C12H5Br5O}}} | 2,2′,3,4,5-Pentabromdiphenylether           | 446254-53-1 |
| BDE-87  | {\displaystyle {\ce {C12H5Br5O}}} | 2,2′,3,4,5′-Pentabromdiphenylether          | 446254-54-2 |
| BDE-88  | {\displaystyle {\ce {C12H5Br5O}}} | 2,2′,3,4,6-Pentabromdiphenylether           | 446254-55-3 |
| BDE-89  | {\displaystyle {\ce {C12H5Br5O}}} | 2,2′,3,4,6′-Pentabromdiphenylether          | 446254-56-4 |
| BDE-90  | {\displaystyle {\ce {C12H5Br5O}}} | 2,2′,3,4′,5-Pentabromdiphenylether          | 446254-57-5 |
| BDE-91  | {\displaystyle {\ce {C12H5Br5O}}} | 2,2′,3,4′,6-Pentabromdiphenylether          | 446254-58-6 |
| BDE-92  | {\displaystyle {\ce {C12H5Br5O}}} | 2,2′,3,5,5′-Pentabromdiphenylether          | 446254-59-7 |
| BDE-93  | {\displaystyle {\ce {C12H5Br5O}}} | 2,2′,3,5,6-Pentabromdiphenylether           | 446254-60-0 |
| BDE-94  | {\displaystyle {\ce {C12H5Br5O}}} | 2,2′,3,5,6′-Pentabromdiphenylether          | 446254-61-1 |
| BDE-95  | {\displaystyle {\ce {C12H5Br5O}}} | 2,2′,3,5′,6-Pentabromdiphenylether          | 446254-62-2 |
| BDE-96  | {\displaystyle {\ce {C12H5Br5O}}} | 2,2′,3,6,6′-Pentabromdiphenylether          | 446254-63-3 |
| BDE-97  | {\displaystyle {\ce {C12H5Br5O}}} | 2,2′,3,4′,5′-Pentabromdiphenylether         | 446254-64-4 |
| BDE-98  | {\displaystyle {\ce {C12H5Br5O}}} | 2,2′,3,4′,6′-Pentabromdiphenylether         | 38463-82-0  |
| BDE-99  | {\displaystyle {\ce {C12H5Br5O}}} | 2,2′,4,4′,5-Pentabromdiphenylether          | 60348-60-9  |
| BDE-100 | {\displaystyle {\ce {C12H5Br5O}}} | 2,2′,4,4′,6-Pentabromdiphenylether          | 189084-64-8 |
| BDE-101 | {\displaystyle {\ce {C12H5Br5O}}} | 2,2′,4,5,5′-Pentabromdiphenylether          | 446254-65-5 |
| BDE-102 | {\displaystyle {\ce {C12H5Br5O}}} | 2,2′,4,5,6′-Pentabromdiphenylether          | 446254-66-6 |
| BDE-103 | {\displaystyle {\ce {C12H5Br5O}}} | 2,2′,4,5′,6-Pentabromdiphenylether          | 446254-67-7 |
| BDE-104 | {\displaystyle {\ce {C12H5Br5O}}} | 2,2′,4,6,6′-Pentabromdiphenylether          | 446254-68-8 |
| BDE-105 | {\displaystyle {\ce {C12H5Br5O}}} | 2,3,3′,4,4′-Pentabromdiphenylether          | 373594-78-6 |
| BDE-106 | {\displaystyle {\ce {C12H5Br5O}}} | 2,3,3′,4,5-Pentabromdiphenylether           | 446254-69-9 |
| BDE-107 | {\displaystyle {\ce {C12H5Br5O}}} | 2,3,3′,4′,5-Pentabromdiphenylether          | 446254-70-2 |
| BDE-108 | {\displaystyle {\ce {C12H5Br5O}}} | 2,3,3′,4,5′-Pentabromdiphenylether          | 446254-71-3 |
| BDE-109 | {\displaystyle {\ce {C12H5Br5O}}} | 2,3,3′,4,6-Pentabromdiphenylether           | 446254-72-4 |
| BDE-110 | {\displaystyle {\ce {C12H5Br5O}}} | 2,3,3′,4′,6-Pentabromdiphenylether          | 446254-73-5 |
| BDE-111 | {\displaystyle {\ce {C12H5Br5O}}} | 2,3,3′,5,5′-Pentabromdiphenylether          | 446254-74-6 |
| BDE-112 | {\displaystyle {\ce {C12H5Br5O}}} | 2,3,3′,5,6-Pentabromdiphenylether           | 446254-75-7 |
| BDE-113 | {\displaystyle {\ce {C12H5Br5O}}} | 2,3,3′,5′,6-Pentabromdiphenylether          | 446254-76-8 |
| BDE-114 | {\displaystyle {\ce {C12H5Br5O}}} | 2,3,4,4′,5-Pentabromdiphenylether           | 446254-77-9 |
| BDE-115 | {\displaystyle {\ce {C12H5Br5O}}} | 2,3,4,4′,6-Pentabromdiphenylether           | 446254-78-0 |
| BDE-116 | {\displaystyle {\ce {C12H5Br5O}}} | 2,3,4,5,6-Pentabromdiphenylether            | 189084-65-9 |
| BDE-117 | {\displaystyle {\ce {C12H5Br5O}}} | 2,3,4′,5,6-Pentabromdiphenylether           | 446254-79-1 |
| BDE-118 | {\displaystyle {\ce {C12H5Br5O}}} | 2,3′,4,4′,5-Pentabromdiphenylether          | 446254-80-4 |
| BDE-119 | {\displaystyle {\ce {C12H5Br5O}}} | 2,3′,4,4′,6-Pentabromdiphenylether          | 189084-66-0 |
| BDE-120 | {\displaystyle {\ce {C12H5Br5O}}} | 2,3′,4,5,5′-Pentabromdiphenylether          | 417727-71-0 |
| BDE-121 | {\displaystyle {\ce {C12H5Br5O}}} | 2,3′,4,5′,6-Pentabromdiphenylether          | 446254-81-5 |
| BDE-122 | {\displaystyle {\ce {C12H5Br5O}}} | 2,3,3′,4′,5′-Pentabromdiphenylether         | 446254-82-6 |
| BDE-123 | {\displaystyle {\ce {C12H5Br5O}}} | 2,3′,4,4′,5′-Pentabromdiphenylether         | 446254-83-7 |
| BDE-124 | {\displaystyle {\ce {C12H5Br5O}}} | 2,3′,4′,5,5′-Pentabromdiphenylether         | 446254-84-8 |
| BDE-125 | {\displaystyle {\ce {C12H5Br5O}}} | 2,3′,4′,5′,6-Pentabromdiphenylether         | 446254-85-9 |
| BDE-126 | {\displaystyle {\ce {C12H5Br5O}}} | 3,3′,4,4′,5-Pentabromdiphenylether          | 366791-32-4 |
| BDE-127 | {\displaystyle {\ce {C12H5Br5O}}} | 3,3′,4,5,5′-Pentabromdiphenylether          | 446254-86-0 |
| BDE-128 | {\displaystyle {\ce {C12H4Br6O}}} | 2,2′,3,3′,4,4′-Hexabromdiphenylether        | 182677-28-7 |
| BDE-129 | {\displaystyle {\ce {C12H4Br6O}}} | 2,2′,3,3′,4,5-Hexabromdiphenylether         | 446254-87-1 |
| BDE-130 | {\displaystyle {\ce {C12H4Br6O}}} | 2,2′,3,3′,4,5′-Hexabromdiphenylether        | 446254-88-2 |
| BDE-131 | {\displaystyle {\ce {C12H4Br6O}}} | 2,2′,3,3′,4,6-Hexabromdiphenylether         | 446254-89-3 |
| BDE-132 | {\displaystyle {\ce {C12H4Br6O}}} | 2,2′,3,3′,4,6′-Hexabromdiphenylether        | 446254-90-6 |
| BDE-133 | {\displaystyle {\ce {C12H4Br6O}}} | 2,2′,3,3′,5,5′-Hexabromdiphenylether        | 446254-91-7 |
| BDE-134 | {\displaystyle {\ce {C12H4Br6O}}} | 2,2′,3,3′,5,6-Hexabromdiphenylether         | 446254-92-8 |
| BDE-135 | {\displaystyle {\ce {C12H4Br6O}}} | 2,2′,3,3′,5,6′-Hexabromdiphenylether        | 446254-93-9 |
| BDE-136 | {\displaystyle {\ce {C12H4Br6O}}} | 2,2′,3,3′,6,6′-Hexabromdiphenylether        | 446254-94-0 |
| BDE-137 | {\displaystyle {\ce {C12H4Br6O}}} | 2,2′,3,4,4′,5-Hexabromdiphenylether         | 446254-95-1 |
| BDE-138 | {\displaystyle {\ce {C12H4Br6O}}} | 2,2′,3,4,4′,5′-Hexabromdiphenylether        | 182677-30-1 |
| BDE-139 | {\displaystyle {\ce {C12H4Br6O}}} | 2,2′,3,4,4′,6-Hexabromdiphenylether         | 446254-96-2 |
| BDE-140 | {\displaystyle {\ce {C12H4Br6O}}} | 2,2′,3,4,4′,6′-Hexabromdiphenylether        | 243982-83-4 |
| BDE-141 | {\displaystyle {\ce {C12H4Br6O}}} | 2,2′,3,4,5,5′-Hexabromdiphenylether         | 446254-97-3 |
| BDE-142 | {\displaystyle {\ce {C12H4Br6O}}} | 2,2′,3,4,5,6-Hexabromdiphenylether          | 446254-98-4 |
| BDE-143 | {\displaystyle {\ce {C12H4Br6O}}} | 2,2′,3,4,5,6′-Hexabromdiphenylether         | 446254-99-5 |
| BDE-144 | {\displaystyle {\ce {C12H4Br6O}}} | 2,2′,3,4,5′,6-Hexabromdiphenylether         | 446255-00-1 |
| BDE-145 | {\displaystyle {\ce {C12H4Br6O}}} | 2,2′,3,4,6,6′-Hexabromdiphenylether         | 446255-01-2 |
| BDE-146 | {\displaystyle {\ce {C12H4Br6O}}} | 2,2′,3,4′,5,5′-Hexabromdiphenylether        | 446255-02-3 |
| BDE-147 | {\displaystyle {\ce {C12H4Br6O}}} | 2,2′,3,4′,5,6-Hexabromdiphenylether         | 116995-33-6 |
| BDE-148 | {\displaystyle {\ce {C12H4Br6O}}} | 2,2′,3,4′,5,6′-Hexabromdiphenylether        | 446255-03-4 |
| BDE-149 | {\displaystyle {\ce {C12H4Br6O}}} | 2,2′,3,4′,5′,6-Hexabromdiphenylether        | 446255-04-5 |
| BDE-150 | {\displaystyle {\ce {C12H4Br6O}}} | 2,2′,3,4′,6,6′-Hexabromdiphenylether        | 446255-05-6 |
| BDE-151 | {\displaystyle {\ce {C12H4Br6O}}} | 2,2′,3,5,5′,6-Hexabromdiphenylether         | 446255-06-7 |
| BDE-152 | {\displaystyle {\ce {C12H4Br6O}}} | 2,2′,3,5,6,6′-Hexabromdiphenylether         | 446255-07-8 |
| BDE-153 | {\displaystyle {\ce {C12H4Br6O}}} | 2,2′,4,4′,5,5′-Hexabromdiphenylether        | 68631-49-2  |
| BDE-154 | {\displaystyle {\ce {C12H4Br6O}}} | 2,2′,4,4′,5,6′-Hexabromdiphenylether        | 207122-15-4 |
| BDE-155 | {\displaystyle {\ce {C12H4Br6O}}} | 2,2′,4,4′,6,6′-Hexabromdiphenylether        | 35854-94-5  |
| BDE-156 | {\displaystyle {\ce {C12H4Br6O}}} | 2,3,3′,4,4′,5-Hexabromdiphenylether         | 405237-85-6 |
| BDE-157 | {\displaystyle {\ce {C12H4Br6O}}} | 2,3,3′,4,4′,5′-Hexabromdiphenylether        | 446255-08-9 |
| BDE-158 | {\displaystyle {\ce {C12H4Br6O}}} | 2,3,3′,4,4′,6-Hexabromdiphenylether         | 446255-09-0 |
| BDE-159 | {\displaystyle {\ce {C12H4Br6O}}} | 2,3,3′,4,5,5′-Hexabromdiphenylether         | 446255-10-3 |
| BDE-160 | {\displaystyle {\ce {C12H4Br6O}}} | 2,3,3′,4,5,6-Hexabromdiphenylether          | 446255-11-4 |
| BDE-161 | {\displaystyle {\ce {C12H4Br6O}}} | 2,3,3′,4,5′,6-Hexabromdiphenylether         | 446255-12-5 |
| BDE-162 | {\displaystyle {\ce {C12H4Br6O}}} | 2,3,3′,4′,5,5′-Hexabromdiphenylether        | 446255-13-6 |
| BDE-163 | {\displaystyle {\ce {C12H4Br6O}}} | 2,3,3′,4′,5,6-Hexabromdiphenylether         | 446255-14-7 |
| BDE-164 | {\displaystyle {\ce {C12H4Br6O}}} | 2,3,3′,4′,5′,6-Hexabromdiphenylether        | 446255-15-8 |
| BDE-165 | {\displaystyle {\ce {C12H4Br6O}}} | 2,3,3′,5,5′,6-Hexabromdiphenylether         | 446255-16-9 |
| BDE-166 | {\displaystyle {\ce {C12H4Br6O}}} | 2,3,4,4′,5,6-Hexabromdiphenylether          | 189084-58-0 |
| BDE-167 | {\displaystyle {\ce {C12H4Br6O}}} | 2,3′,4,4′,5,5′-Hexabromdiphenylether        | 446255-17-0 |
| BDE-168 | {\displaystyle {\ce {C12H4Br6O}}} | 2,3′,4,4′,5′,6-Hexabromdiphenylether        | 53551-87-4  |
| BDE-169 | {\displaystyle {\ce {C12H4Br6O}}} | 3,3′,4,4′,5,5′-Hexabromdiphenylether        | 446255-18-1 |
| BDE-170 | {\displaystyle {\ce {C12H3Br7O}}} | 2,2′,3,3′,4,4′,5-Heptabromdiphenylether     | 327185-13-7 |
| BDE-171 | {\displaystyle {\ce {C12H3Br7O}}} | 2,2′,3,3′,4,4′,6-Heptabromdiphenylether     | 446255-19-2 |
| BDE-172 | {\displaystyle {\ce {C12H3Br7O}}} | 2,2′,3,3′,4,5,5′-Heptabromdiphenylether     | 407606-59-1 |
| BDE-173 | {\displaystyle {\ce {C12H3Br7O}}} | 2,2′,3,3′,4,5,6-Heptabromdiphenylether      | 446255-20-5 |
| BDE-174 | {\displaystyle {\ce {C12H3Br7O}}} | 2,2′,3,3′,4,5,6′-Heptabromdiphenylether     | 446255-21-6 |
| BDE-175 | {\displaystyle {\ce {C12H3Br7O}}} | 2,2′,3,3′,4,5′,6-Heptabromdiphenylether     | 6255-22-7   |
| BDE-176 | {\displaystyle {\ce {C12H3Br7O}}} | 2,2′,3,3′,4,6,6′-Heptabromdiphenylether     | 407606-61-5 |
| BDE-177 | {\displaystyle {\ce {C12H3Br7O}}} | 2,2′,3,3′,4,5′,6′-Heptabromdiphenylether    | 446255-23-8 |
| BDE-178 | {\displaystyle {\ce {C12H3Br7O}}} | 2,2′,3,3′,5,5′,6-Heptabromdiphenylether     | 446255-24-9 |
| BDE-179 | {\displaystyle {\ce {C12H3Br7O}}} | 2,2′,3,3′,5,6,6′-Heptabromdiphenylether     | 446255-25-0 |
| BDE-180 | {\displaystyle {\ce {C12H3Br7O}}} | 2,2′,3,4,4′,5,5′-Heptabromdiphenylether     | 446255-26-1 |
| BDE-181 | {\displaystyle {\ce {C12H3Br7O}}} | 2,2′,3,4,4′,5,6-Heptabromdiphenylether      | 189084-67-1 |
| BDE-182 | {\displaystyle {\ce {C12H3Br7O}}} | 2,2′,3,4,4′,5,6′-Heptabromdiphenylether     | 442690-45-1 |
| BDE-183 | {\displaystyle {\ce {C12H3Br7O}}} | 2,2′,3,4,4′,5′,6-Heptabromdiphenylether     | 207122-16-5 |
| BDE-184 | {\displaystyle {\ce {C12H3Br7O}}} | 2,2′,3,4,4′,6,6′-Heptabromdiphenylether     | 117948-63-7 |
| BDE-185 | {\displaystyle {\ce {C12H3Br7O}}} | 2,2′,3,4,5,5′,6-Heptabromdiphenylether      | 405237-86-7 |
| BDE-186 | {\displaystyle {\ce {C12H3Br7O}}} | 2,2′,3,4,5,6,6′-Heptabromdiphenylether      | 446255-27-2 |
| BDE-187 | {\displaystyle {\ce {C12H3Br7O}}} | 2,2′,3,4′,5,5′,6-Heptabromdiphenylether     | 446255-28-3 |
| BDE-188 | {\displaystyle {\ce {C12H3Br7O}}} | 2,2′,3,4′,5,6,6′-Heptabromdiphenylether     | 116995-32-5 |
| BDE-189 | {\displaystyle {\ce {C12H3Br7O}}} | 2,3,3′,4,4′,5,5′-Heptabromdiphenylether     | 259087-35-9 |
| BDE-190 | {\displaystyle {\ce {C12H3Br7O}}} | 2,3,3′,4,4′,5,6-Heptabromdiphenylether      | 189084-68-2 |
| BDE-191 | {\displaystyle {\ce {C12H3Br7O}}} | 2,3,3′,4,4′,5′,6-Heptabromdiphenylether     | 446255-30-7 |
| BDE-192 | {\displaystyle {\ce {C12H3Br7O}}} | 2,3,3′,4,5,5′,6-Heptabromdiphenylether      | 407578-53-4 |
| BDE-193 | {\displaystyle {\ce {C12H3Br7O}}} | 2,3,3′,4′,5,5′,6-Heptabromdiphenylether     | 446255-34-1 |
| BDE-194 | {\displaystyle {\ce {C12H2Br8O}}} | 2,2′,3,3′,4,4′,5,5′-Octabromdiphenylether   | 32536-52-0  |
| BDE-195 | {\displaystyle {\ce {C12H2Br8O}}} | 2,2′,3,3′,4,4′,5,6-Octabromdiphenylether    | 446255-38-5 |
| BDE-196 | {\displaystyle {\ce {C12H2Br8O}}} | 2,2′,3,3′,4,4′,5,6′-Octabromdiphenylether   | 446255-39-6 |
| BDE-197 | {\displaystyle {\ce {C12H2Br8O}}} | 2,2′,3,3′,4,4′,6,6′-Octabromdiphenylether   | 117964-21-3 |
| BDE-198 | {\displaystyle {\ce {C12H2Br8O}}} | 2,2′,3,3′,4,5,5′,6-Octabromdiphenylether    | 446255-42-1 |
| BDE-199 | {\displaystyle {\ce {C12H2Br8O}}} | 2,2′,3,3′,4,5,5′,6′-Octabromdiphenylether   | 446255-43-2 |
| BDE-200 | {\displaystyle {\ce {C12H2Br8O}}} | 2,2′,3,3′,4,5,6,6′-Octabromdiphenylether    | 446255-46-5 |
| BDE-201 | {\displaystyle {\ce {C12H2Br8O}}} | 2,2′,3,3′,4,5′,6,6′-Octabromdiphenylether   | 446255-50-1 |
| BDE-202 | {\displaystyle {\ce {C12H2Br8O}}} | 2,2′,3,3′,5,5′,6,6′-Octabromdiphenylether   | 67797-09-5  |
| BDE-203 | {\displaystyle {\ce {C12H2Br8O}}} | 2,2′,3,4,4′,5,5′,6-Octabromdiphenylether    | 337513-72-1 |
| BDE-204 | {\displaystyle {\ce {C12H2Br8O}}} | 2,2′,3,4,4′,5,6,6′-Octabromdiphenylether    | 446255-54-5 |
| BDE-205 | {\displaystyle {\ce {C12H2Br8O}}} | 2,3,3′,4,4′,5,5′,6-Octabromdiphenylether    | 446255-56-7 |
| BDE-206 | {\displaystyle {\ce {C12HBr9O}}}  | 2,2′,3,3′,4,4′,5,5′,6-Nonabromdiphenylether | 63387-28-0  |
| BDE-207 | {\displaystyle {\ce {C12HBr9O}}}  | 2,2′,3,3′,4,4′,5,6,6′-Nonabromdiphenylether | 437701-79-6 |
| BDE-208 | {\displaystyle {\ce {C12HBr9O}}}  | 2,2′,3,3′,4,5,5′,6,6′-Nonabromdiphenylether | 437701-78-5 |
| BDE-209 | {\displaystyle {\ce {C12Br10O}}}  | Decabromdiphenylether                       | 1163-19-5   |